# IC 4284
IC 4284 ist eine Galaxie vom Hubble-Typ S? im Sternbild Jagdhunde am Nordsternhimmel. Sie ist schätzungsweise 822 Millionen Lichtjahre von der Milchstraße entfernt.
Im selben Himmelsareal befinden sich u. a. die Galaxien IC 4285, PGC 2287543, IC 4282.
Das Objekt wurde am 10. Mai 1899 von James Edward Keeler entdeckt.